# 傑克·恰塔雷利
賈基諾·邁克爾· "傑克"·恰塔雷利 (/tʃɪtəˈrɛli/ chi-tə-RELL-ee; 1961年12 月 12 日出生) 是一位美國政治家和商人。他是共和黨成員，曾於2011年至2018年在新澤西州議會任職，代表第16立法區。他也是2025年州長選舉的候選人，此前曾是2021年選舉的候選人。